# Ryotaro Ishida
Ryotaro Ishida (石田 凌太郎 Ishida Ryotaro?), född 13 december 2001 i Kanagawa prefektur, är en japansk fotbollsspelare som spelar för Nagoya Grampus.

## Karriär
Ishida började sin karriär 2020 i Nagoya Grampus.